# Edgar Ié
Edgar Miguel Ié (* 1. Mai 1994 in Bissau, Guinea-Bissau) ist ein guinea-bissauischer Fußballspieler.

## Karriere

### Vereine
Ié wechselte 2008 innerhalb Portugals von Associação Desportiva de Oeiras zur Jugendabteilung Sporting Lissabons. Nach vier Jahren dort schloss er sich 2012 dem FC Barcelona B an. Am 8. Dezember 2012 feierte Ié sein Profidebüt für die B-Mannschaft des FC Barcelona. Beim 1:1 gegen den FC Elche kam er 10 Minuten vor Spielende für Alejandro Grimaldo in die Partie.
Am 3. Dezember 2014 debütierte Ié in der ersten Mannschaft, als er beim 4:0-Sieg gegen die SD Huesca im Hinspiel der vierten Runde der Copa del Rey in der 63. Spielminute für Jérémy Mathieu eingewechselt wurde.
Zur Saison 2015/16 wechselte Ié in die zweite Mannschaft des FC Villarreal.
Nach Stationen bei Belenenses Lissabon, OSC Lille, FC Nantes, Trabzonspor, Feyenoord Rotterdam und Istanbul Başakşehir wechselte er im Februar 2024 zum FC Dinamo Bukarest.

### Nationalmannschaft
Ié verzeichnet Einsätze für die portugiesische U-19-Auswahl. So bestritt er 2012 drei Spiele während der Qualifikation für die U-19-EM in Estland, gehörte jedoch nicht dem Auswahlkader für jenes Turnier an, da er sich vorher einen seiner Mittelfußknochen im linken Fuß gebrochen hatte.
Bei den Olympischen Spielen 2016 in Rio de Janeiro gehört Ié zum portugiesischen Aufgebot.
Am 10. November 2017 debütierte Ié im Rahmen eines Freundschaftsspiels gegen Saudi-Arabien in der A-Nationalmannschaft Portugals.
Da dies sein einziger Einsatz für die A-Nationalmannschaft Portugals blieb, wechselte er 2023 zum Verband seines Geburtslands Guinea-Bissau.

## Titel und Erfolge
- Champions-League-Sieger: 2014/15 (ohne Einsatz)
- Türkischer Meister: 2021/22
- Türkischer Supercupsieger: 2020